# Maschinenschnitt

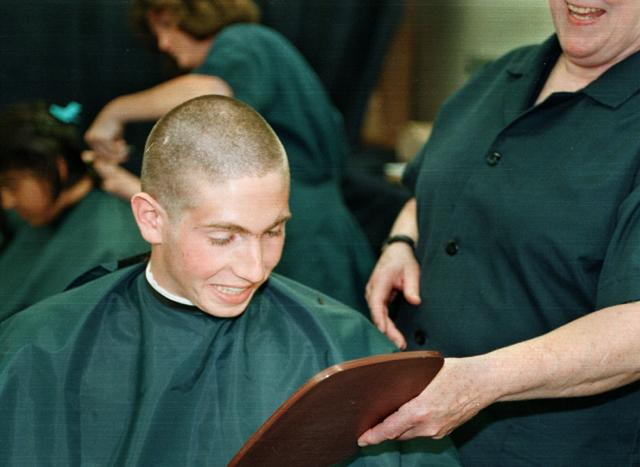
Mann mit Maschinenschnitt

Als Maschinenschnitt (englisch buzz cut) wird jede Art von Haarschnitt beschrieben, die ausschließlich mit elektrischen oder manuellen Haarschneidemaschinen geschnitten wird. Für gewöhnlich werden alle Kopfhaare auf dieselbe Länge geschnitten, wobei die Länge variabel ist. Jedoch ist es auch möglich, die Seiten kürzer als die oberen Haare zu schneiden. Durch einen Maschinenschnitt können Gesichtszüge stärker definiert wirken.

## Militär

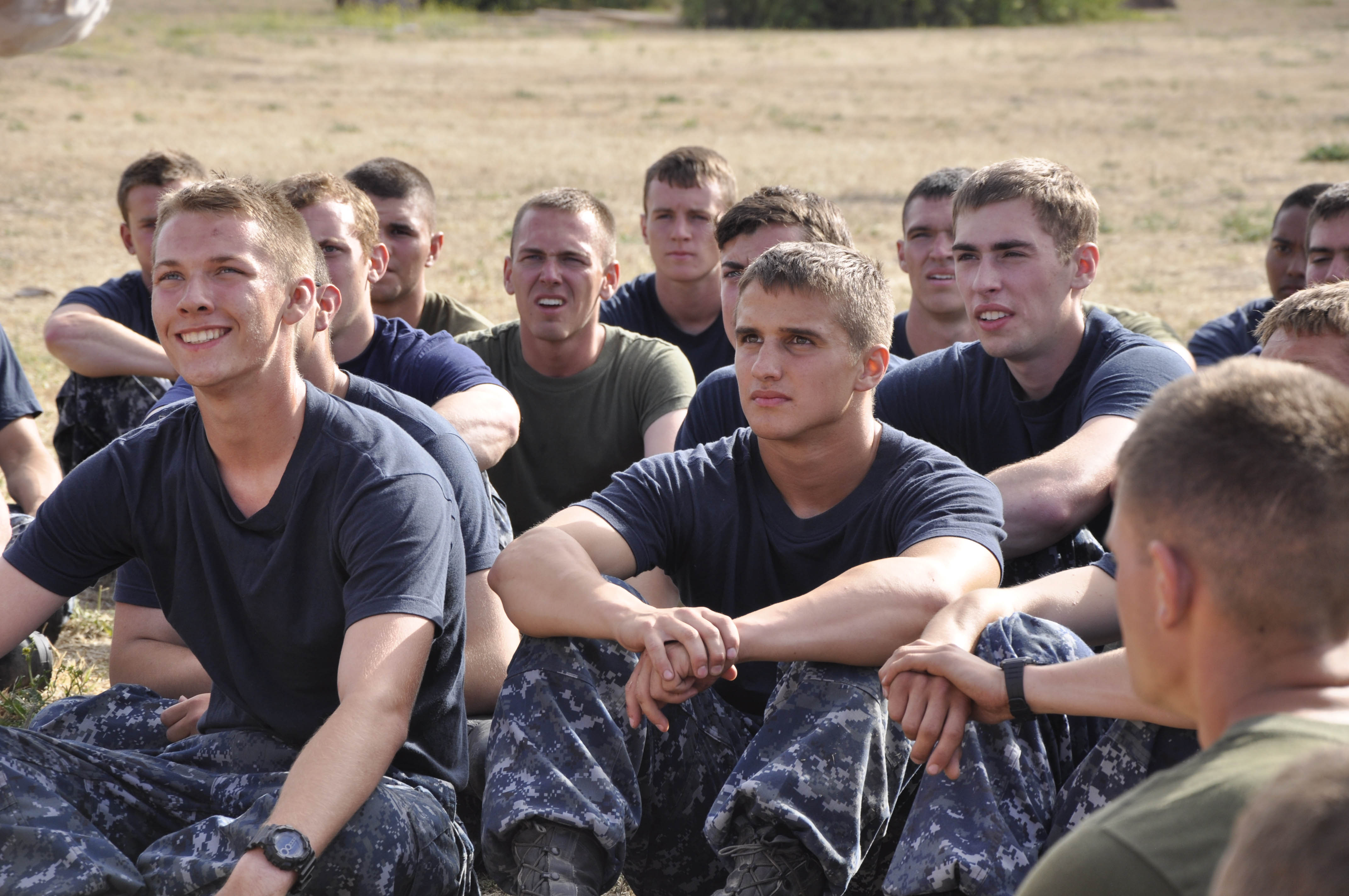
US-Rekruten mit verschiedenen Varianten des Maschinenschnitts

In vielen Ländern wird Rekruten bei dem Eintritt in das Militär ein Maschinenschnitt geschnitten. Anfangs diente es dazu, der Verbreitung von Läusen vorzubeugen, heutzutage jedoch der Einheitlichkeit und der Pflegeleichtigkeit. Daher rührt auch die in englischsprachigen Ländern teilweise verwendete Bezeichnung induction cut (induction meint hier die Aufnahme ins Militär).

## Mode
Der Maschinenschnitt ist bei Männern und Jungen beliebt, die einen kurzen, pflegeleichten Haarschnitt bevorzugen. Auch bei Models findet dieser Look Anklang. Als Schnittform auch außerhalb des Militärs kam der Maschinenschnitt in den 1980er und frühen 1990er Jahren in Mode. Zunehmend wird der Maschinenschnitt auch bei Frauen populär – sei es als praktischer Haarschnitt, als Mode oder als Protest gegen klassische feminine Rollenerwartungen.

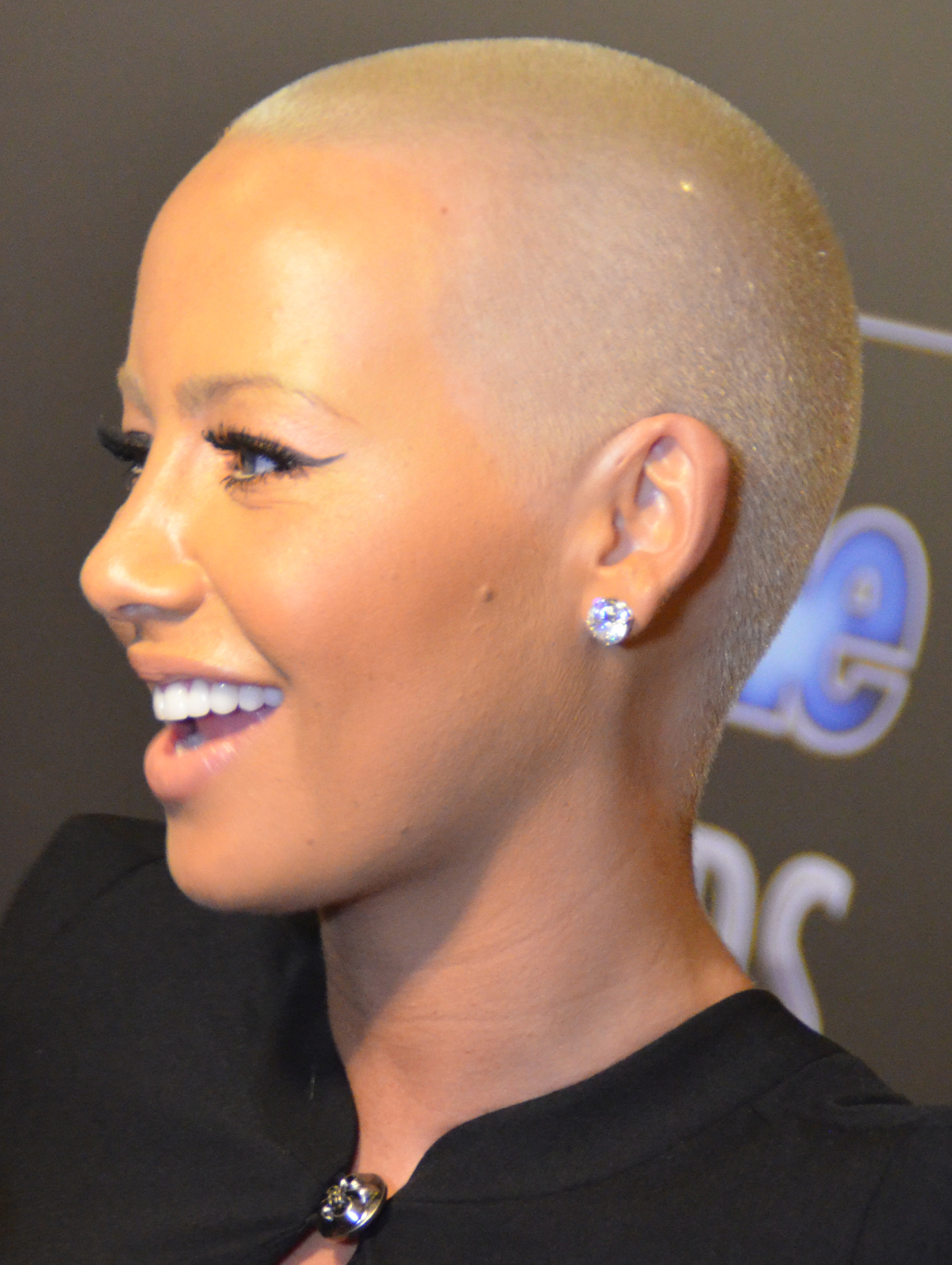
Amber Rose mit Maschinenschnitt
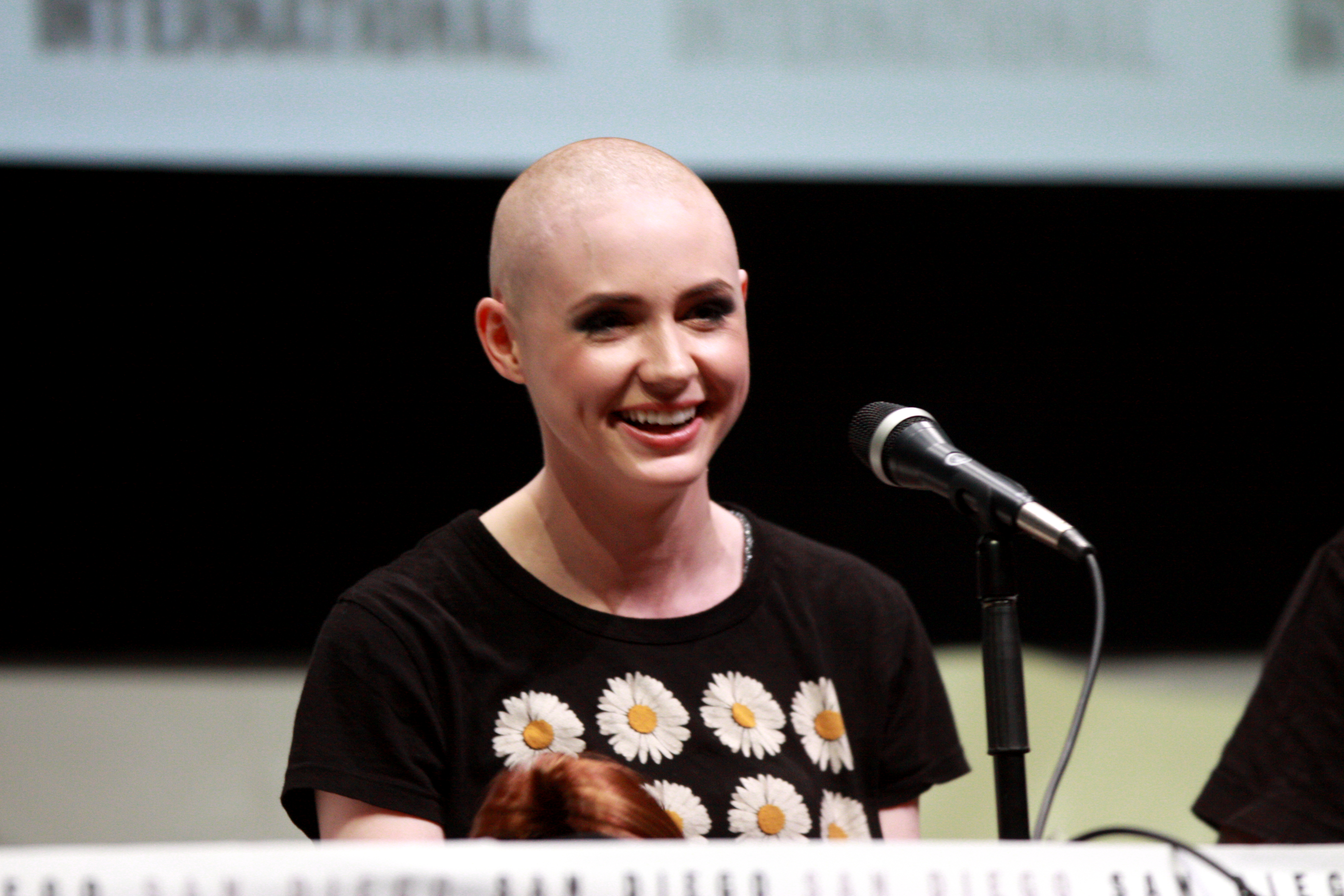
Karen Gillan mit Maschinenschnitt
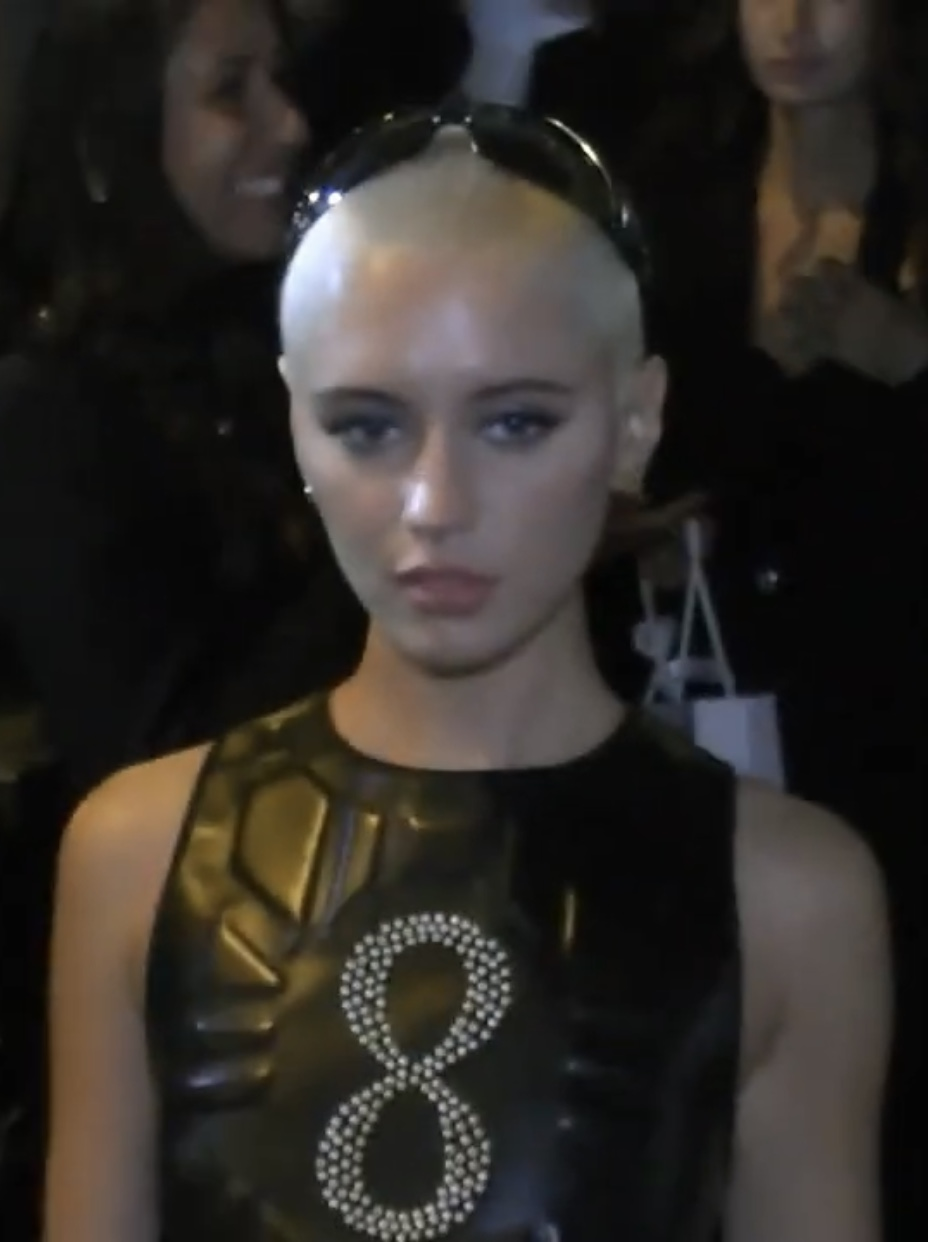
Iris Law mit Maschinenschnitt
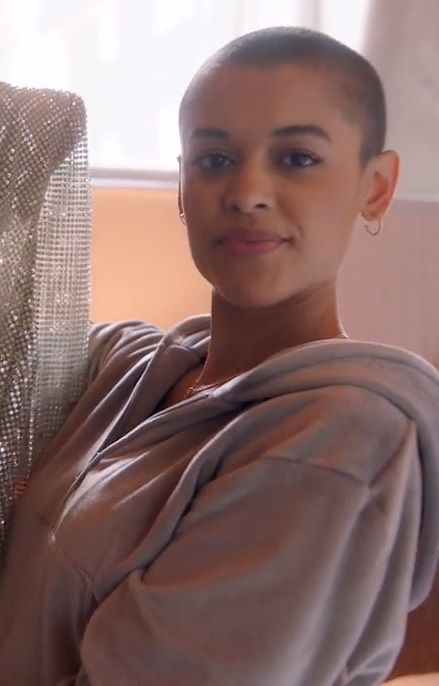
Jordan Alexander mit Maschinenschnitt